# CGREF1
CGREF1 (англ. Cell growth regulator with EF-hand domain 1) – білок, який кодується однойменним геном, розташованим у людей на короткому плечі 2-ї хромосоми.  Довжина поліпептидного ланцюга білка становить 301 амінокислот, а молекулярна маса — 31 905.
| 10         |  | 20         |  | 30         |  | 40         |  | 50         |
| ---------- |  | ---------- |  | ---------- |  | ---------- |  | ---------- |
| MLPLTMTVLI |  | LLLLPTGQAA |  | PKDGVTRPDS |  | EVQHQLLPNP |  | FQPGQEQLGL |
| LQSYLKGLGR |  | TEVQLEHLSR |  | EQVLLYLFAL |  | HDYDQSGQLD |  | GLELLSMLTA |
| ALAPGAANSP |  | TTNPVILIVD |  | KVLETQDLNG |  | DGLMTPAELI |  | NFPGVALRHV |
| EPGEPLAPSP |  | QEPQAVGRQS |  | LLAKSPLRQE |  | TQEAPGPREE |  | AKGQVEARRE |
| SLDPVQEPGG |  | QAEADGDVPG |  | PRGEAEGQAE |  | AKGDAPGPRG |  | EAGGQAEAEG |
| DAPGPRGEAG |  | GQAEARENGE |  | EAKELPGETL |  | ESKNTQNDFE |  | VHIVQVENDE |
| I          |  |            |  |            |  |            |  |            |

A: Аланін

D: Аспарагінова кислота

E: Глутамінова кислота

F: Фенілаланін

G: Гліцин

H: Гістидин

I: Ізолейцин

K: Лізин

L: Лейцин

M: Метіонін

N: Аспарагін

P: Пролін

Q: Глутамін

R: Аргінін

S: Серин

T: Треонін

V: Валін

Задіяний у таких біологічних процесах як клітинна адгезія, клітинний цикл, поліморфізм, альтернативний сплайсинг. 
Білок має сайт для зв'язування з іонами металів, іоном кальцію. 
Секретований назовні.